# 韌體
韌體（英語：firmware），是一種嵌入在硬體裝置中的軟體。通常它是位於特殊應用積體電路（ASIC）或可程式邏輯裝置（PLD）之中的快閃記憶體或EEPROM或PROM裡，有的可以讓使用者更新。可以应用在非常广泛的电子产品中，从遥控器、计算器到电脑中的键盘、硬盘，甚至工业机器人中都可见到它的身影。
顧名思義，韌體是介於軟體和硬體之間的。像軟體一樣，它是由電腦所執行的程式。然而它是對於硬體內部而言更加貼近以及更加重要的部份，而對於外在世界而言較無重要的意義。

## 起源
「韌體」這個名詞是源自於為了如AMD29xx之類的微程序所寫之微程式。後來它被當成取代一個低價的微處理器裡的一部分功能。
實際而言，一般硬體可以透過對韌體的升級提升其效能及可靠性。在眾多的有規律的韌體升級中燒錄裝置是其中之一，比如說光碟燒錄器（DVD, CD, HD DVD, Blu-ray），隨著媒體技術的日新月異，韌體的更新可以確保硬體保持在最新的狀態以及確保其相容性。

## 韌體使用的演進
韌體已經演進為一個硬體裝置當中的可程式化的內容，比如說韌體可能包含有一處理器之機械碼或者固定功能之裝置，或是閘道陣列或者可程式化之邏輯裝置之設定。
韌體的一個一般性的特色是它可以隨時以電流清除並重寫 或更換儲存媒介的方式更新。
韌體可以（但並非必需）暴露出一個可由外界連接的介面。比如說在某些數據機的實作中，韌體並非可以直接存取，但卻是由硬體以及韌体所組成回應主機的一部分。
韌體原本被存放在於ROM中，然而價格以及效能的需求已經讓原件供應商妥協於其他的替代方案，包含了非揮發性的媒體比如說EEPROM以及快閃記憶體或是SRAM的解決方案。

## 標準
- 聯邦標準1037C（Federal Standard 1037C）
- MIL-STD-188（英语：MIL-STD-188）
- 可扩展固件接口

## 範例
- 個人電腦中的BIOS或UEFI
- CPU和GPU
- 硬碟或固態硬碟的韌體

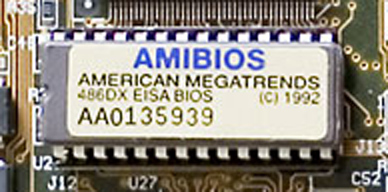
在Baby AT主機板上的ROM BIOS韌體

- SPARC架構電腦和PowerPC蘋果電腦中使用的Open Firmware，Intel Mac則使用EFI
- 在唯讀記憶體中的電腦程式
- 在PROM中，這些程式只可以被特別的外部硬體來更改，而不能經由應用程式更新
- PlayStation Portable系统软体
- 路由器或交換機的韌體

未經授權地更改韌體有時候可以得到製造商不提供的功能或規避某些偵測，例如使DVD播放機的區碼功能失效。

## 外部連結
1. ↑  Opler, Ascher. . Datamation. January 1967, 13 (1): 22-24.